# Petre Locusteanu
Petre Locusteanu (1883 – marzo de 1919) fue un periodista y humoristas de origen rumano.

## Vida y obra
Nació en Bucarest. Locusteanu fue contratado para trabajar en el Teatro Nacional Craiova, pero tras fracasar como actor, terminó orientando su carrera al periodismo. En la revista Flacăra, trabajó como editor y columnista de teatro desde 1911 hasta 1914, ayudado por Ión Pillat. En 1916, comenzó a editar su propia revista de tirada bimensual, Ziarul meu, y de 1917 a 1918, durante la Primera Guerra Mundial, coordinó y dirigió el periódico România en la ciudad de Iași, por entonces capital provisional de Rumanía. Su primer trabajo publicado fue Nevasta lui Cerceluș en 1910. Posteriormente escribió biografías breves y sketches humorísticos, publicados a través de sus obras Cincizeci figuri contimporane (1913) y Suntem nebuni (1914). Su legado entre los humoristas no es notable si se compara con la reputación de otros humoristas de la pre-guerra como I. A. Bassarabescu, D. D. Pătrășcanu, Alexandru Cazaban y Aurel P. Bănuț.
Se suicidó en 1919.